# Крючок
Крючо́к рыболовный — один из главных составляющих элементов рыболовного комплекта. Служит для насаживания приманки с последующим зацеплением и удержанием рыбы при её подсекании и вываживании. Современные рыболовные крючки изготавливают из нержавеющих или высокоуглеродистых сталей (в последнем случае используют защитные покрытия для предохранения от коррозии). Бывают воронёные, бронзированные, никелированные, «позолоченные» (покрытые нитридом титана) крючки. Крепится к удилищу леской, которая завязывается особым рыболовным узлом.

## История
Рыболовный крючок — одно из самых ранних изобретений человечества. В 2005 году рыболовный крючок был избран журналом Forbes как один из двадцати лучших инструментов в истории человечества. Археологи полагают, что крючки появились 30-40 тысяч лет назад, и изготавливали их из различных, не слишком долговечных, материалов. Многочисленные крючки находят при раскопках палеолитических стоянок древнего человека.
Наиболее древние из рыболовных крючков были обнаружены в 2016 году в пещере Ямасита на острове Окинава в Японии. По предварительной оценке возраст крючков составляет 23000 лет, материал, из которого они были сделаны, — раковины морских моллюсков. До этого самыми древними считались крючки периода позднего палеолита, обнаруженные во время раскопок в Чехословакии, а также в Египте и Палестине. Возраст самого древнего из них — 9000 лет. Богатейшая находка орудий труда, охоты и рыболовных крючков на северо-западе Норвегии позволила установить, что возраст самого древнего крючка составляет 7-8 тысяч лет.
Для производства крючков использовались любые подходящие материалы: дерево, кость, камень, позднее — металлы. Саамские рыбаки на севере Норвегии использовали плавающие деревянные рыболовные крючки для ловли трески как минимум до середины XX века (в частности, есть сведения о подобной снасти во время путины у Лофотенских островов). В качестве материала изготовления крючков в Лапландии использовался можжевельник. Для большей прочности жала таких крючков дополнительно обжигали. Ещё в 60-х годах XX века шведские рыболовы использовали можжевеловые крючки для ловли налима, утверждая, что запах можжевельника привлекает налимов. По аналогичной причине североамериканские индейцы изготавливали деревянные крюки для палтуса из кедра.
Рыбаки Британских островов и в настоящее время ловят камбалу на крючок из шипа боярышника. На островах южной части Тихого океана (остров Пасхи) для изготовления крючков вплоть до начала XX века часто использовалась человеческая кость, так как крупных млекопитающих на этих островах не существовало, а человеческие жертвоприношения и каннибализм были широко развиты.

## Современный рыболовный крючок
Современные крючки изготавливают в соответствии с требованиями разных методов ловли. При этом учитывают видовые различия в размерах и формах рыбьих ртов, зубов, губ. Учитывают также вид насадки или наживки, под которую изготавливают крючок.
Многие типы выпускаемых крючков предназначены для их последующей доработки с целью изготовления искусственных приманок — например, для последующего вязания на них рыболовных мушек, либо напайки мормышек или джиг-головок.

### Технология изготовления
В связи с тем, что рыболовные крючки, наряду с другими мелкими элементами рыболовной оснастки, являются высокорасходными материалами, а также в силу их международной универсальной применяемости и повсеместного массового использования, промышленное изготовление такого рода продукции производится на специальном автоматическом оборудовании в массовых количествах ограниченным числом фирм-производителей, как правило, международно признанного уровня.
Типовой технологический процесс изготовления крючка включает следующие основные операции:
- Прокат исходной проволоки из высокоуглеродистой легированной стали
- Резка в размер заготовок
- Заточка заготовок
- Калибровка
- Гибка
- Ковка
- Термообработка
- Гальванизация
- Сортировка и упаковка

### Классификация
Серийно выпускаемые рыболовные крючки условно делятся на следующие основные типы:
- По количеству зацепов — одинарные, двойные, тройные, многопозиционные
- По форме цевья — классические, оригинальные, офсетные, джиговые
- По форме острия — прямые, ступенчатые, загнутые, с бородкой, без бородки
- По форме оголовка — с колечком, с лопаткой, с серьгой
- По назначению — универсальные, карповые, мушиные
- По условиям использования — для пресной воды, для солёной воды, с антизацепом
- По функции цевья — простые, с зазубринами, с пружиной, с цветным покрытием

### Конструктивные элементы
- Ушко крючка. Как сообщается на сайте F.Гид, Ушко на крючке может быть прямым, загнутым внутрь или наружу по отношению к жалу крючка. Загнутое внутрь к жалу ушко обеспечивает хорошее проникновение жала крючка в губы рыбы. Загнутое наружу от жала ушко обеспечивает пространство между жалом и цевьём. Иногда вместо ушка на крючке имеется лопатка, которая требует определённого узла при вязке.
- Цевьё крючка. По данным энциклопедии рыбалки от F.Гид, Крючки с коротким и стандартным цевьём предназначены для ловли рыбы в пресной воде. Крючки, применяемые для ловли морской рыбы, имеют длинное цевьё. Объясняется это типом применяемой насадки и необходимостью защитить поводок от зубов морских хищников.
- Поддёв крючка. Форма поддёва определяет область применения крючка и способы ловли. Слегка закруглённый поддёв придаёт крючку дополнительную прочность по сравнению с крючком, имеющим угловатую форму поддёва. Более угловатый поддёв позволяет крючку глубже проникать в губы рыбы.
- Жало крючка. Самыми лучшими и прочными считаются японские крючки, имеющие игольчатое жало, химическую заточку и маленькие бородки на цевье. А при ловле по методу «поймал-отпусти» рыболовные гиды рекомендуют использовать безбородочные крючки.
- Бородка крючка.

## Маркировка крючков
Различают международную и метрическую (российскую) классификацию размеров крючков.
По российскому стандарту (действующему с советских времён) размер рыболовных крючков обозначается формулой, которая характеризует:
- ширину (номер)[3],
- толщину цевья,
- длину крючка.

Например, № 5—0,2—10 означает: ширина — 5 мм, толщина цевья — 0,2 мм, длина крючка — 10 мм.
Римские цифры на российской маркировке означают тип крючка, например: I — это крючок одноподдёвный, одногибый с лопаточкой, II — одногибый с колечком, III — двугибый с лопаточкой, IV — двугибый с колечком.
Таким образом, чем больше номер крючка по российскому стандарту, тем большие размеры имеет сам крючок.
В международной практике единая система размера (номера) крючков отсутствует. Номера крючков не являются размером какой-либо части крючка, а указывают только на его относительный размер. Каждый производитель сам присваивает номер размера крючка и имеет собственную маркировку типов крючков. С возрастанием номера крючка его размер уменьшается. Численно крючки выпускают от 32 размера (наименьший) до 20/0 (наибольший).
Примерное соответствие размеров крючков
| Ширина крючка, мм                | 1,7 | 2,0 | 2,2 | 2,4 | 2,6 | 3,0 | 3,2 | 3,4 | 3,6 | 4,0 | 4,4 | 4,6 | 5,0 | 5,5 | 6,0 | 6,5 | 7,0 | 7,5 | 8,0 | 8,5 | 9,0 | 10 |
| Метрическая (российская) система |     |     |     |     | 2,5 | 3   |     | 3,5 |     | 4   |     | 4,5 | 5   |     | 6   |     | 7   | 7,5 | 8   | 8,5 |     | 10 |
| Международная практика           | 24  | 22  | 20  | 19  | 18  | 17  | 16  | 15  | 14  | 13  | 12  | 11  | 10  | 9   | 8   | 7   | 6   | 5   | 4   | 3   | 2   | 1  |